# 巡防艦
，是指在北约标准下，在近岸海区与其他兵力合同或单独地执行歼灭敌方轻型舰船，或在遠洋为大型攻擊舰船担負警戒和护卫任务的水面舰艇。北约标准中，巡防舰是比輕型護衛艦大一倍的艦船。

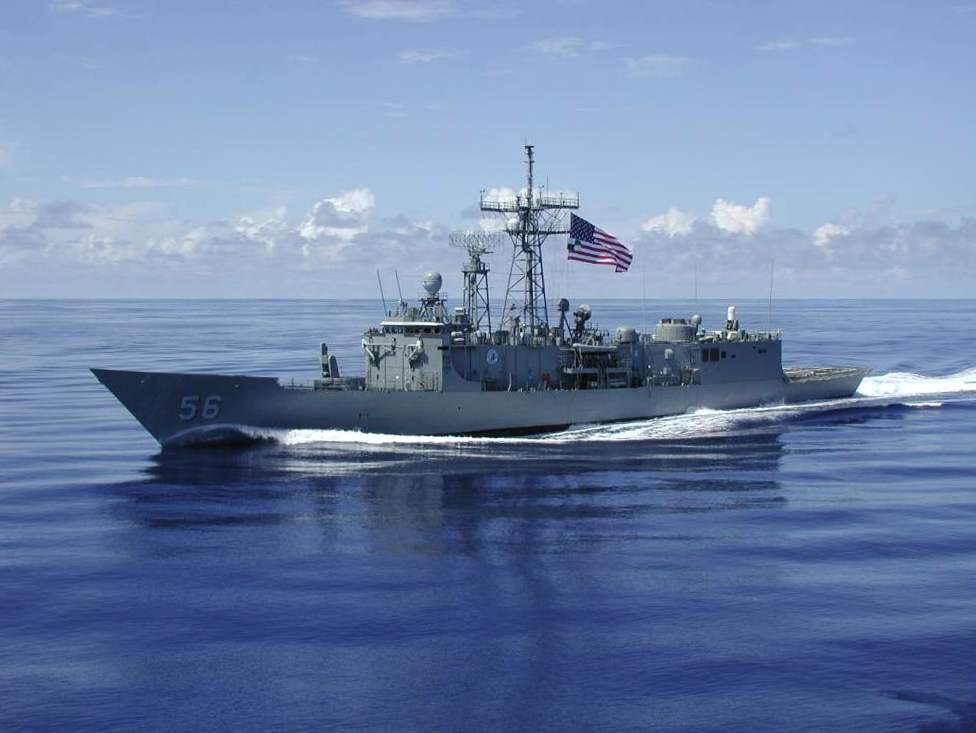
美國海軍的派里級巡防艦，冷戰時期建造的最經典的巡防艦。

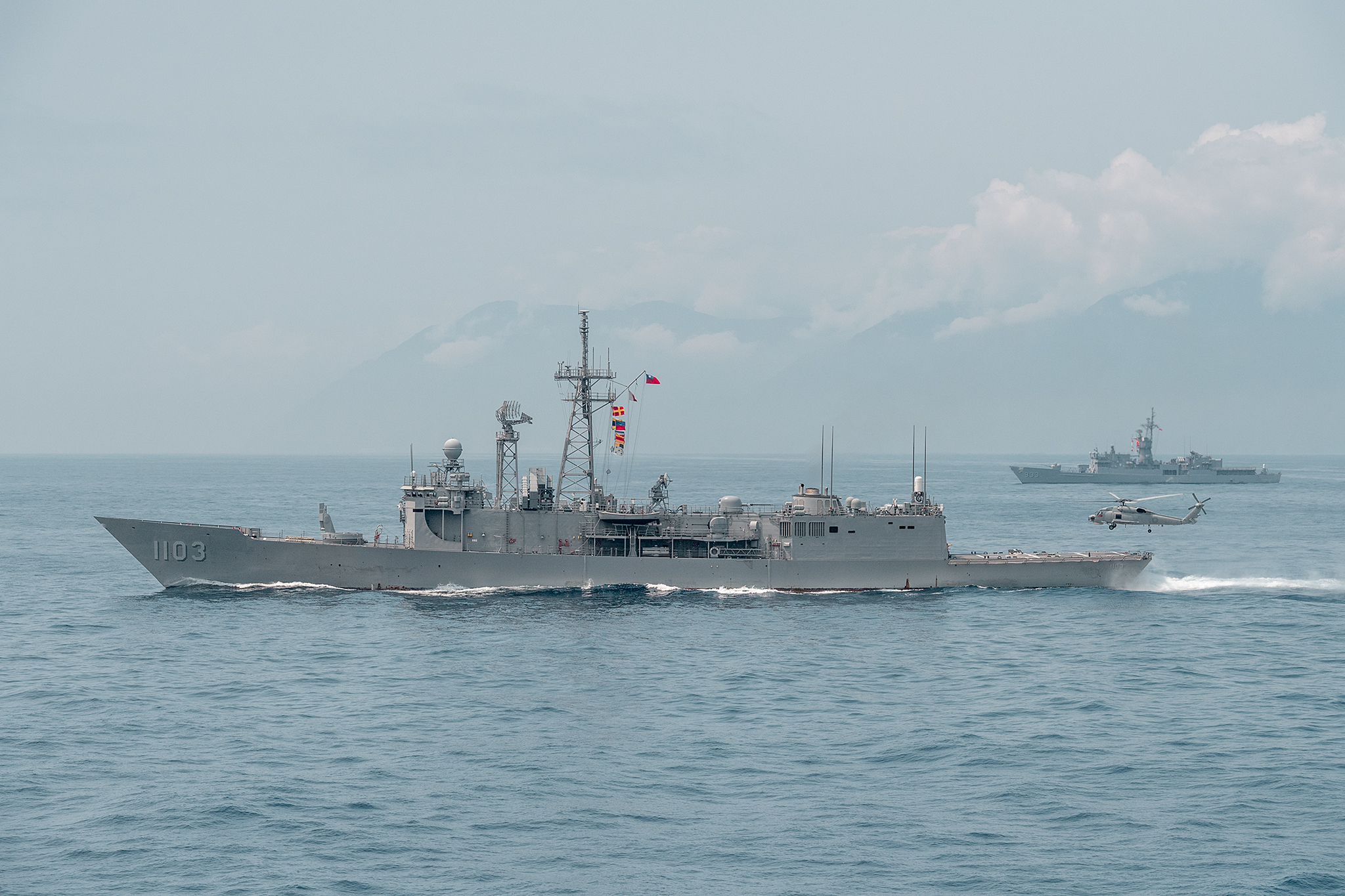
中華民國海軍的成功級巡防艦與濟陽級巡防艦。

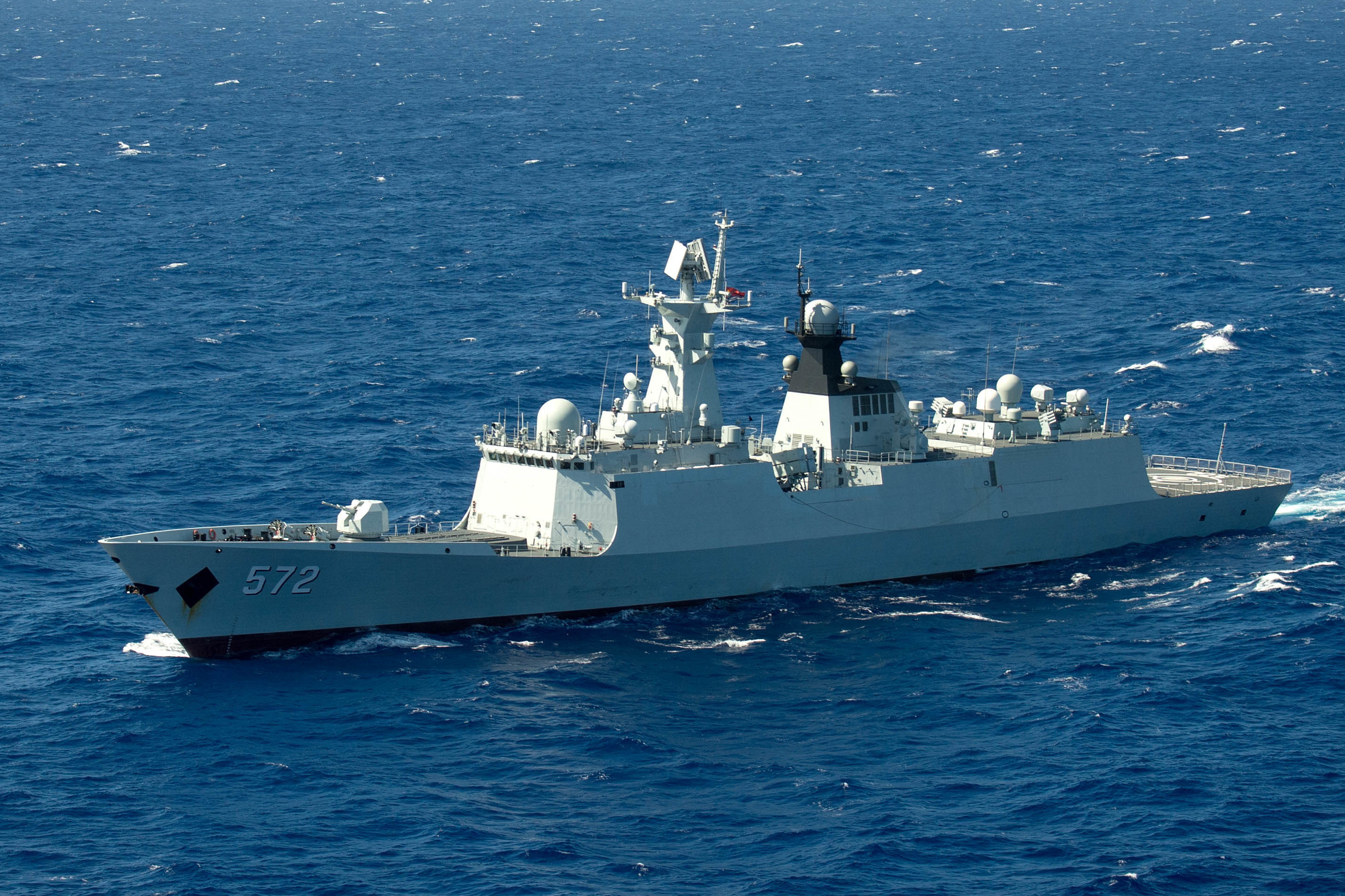
中國人民解放軍海軍的054A型護衛艦。

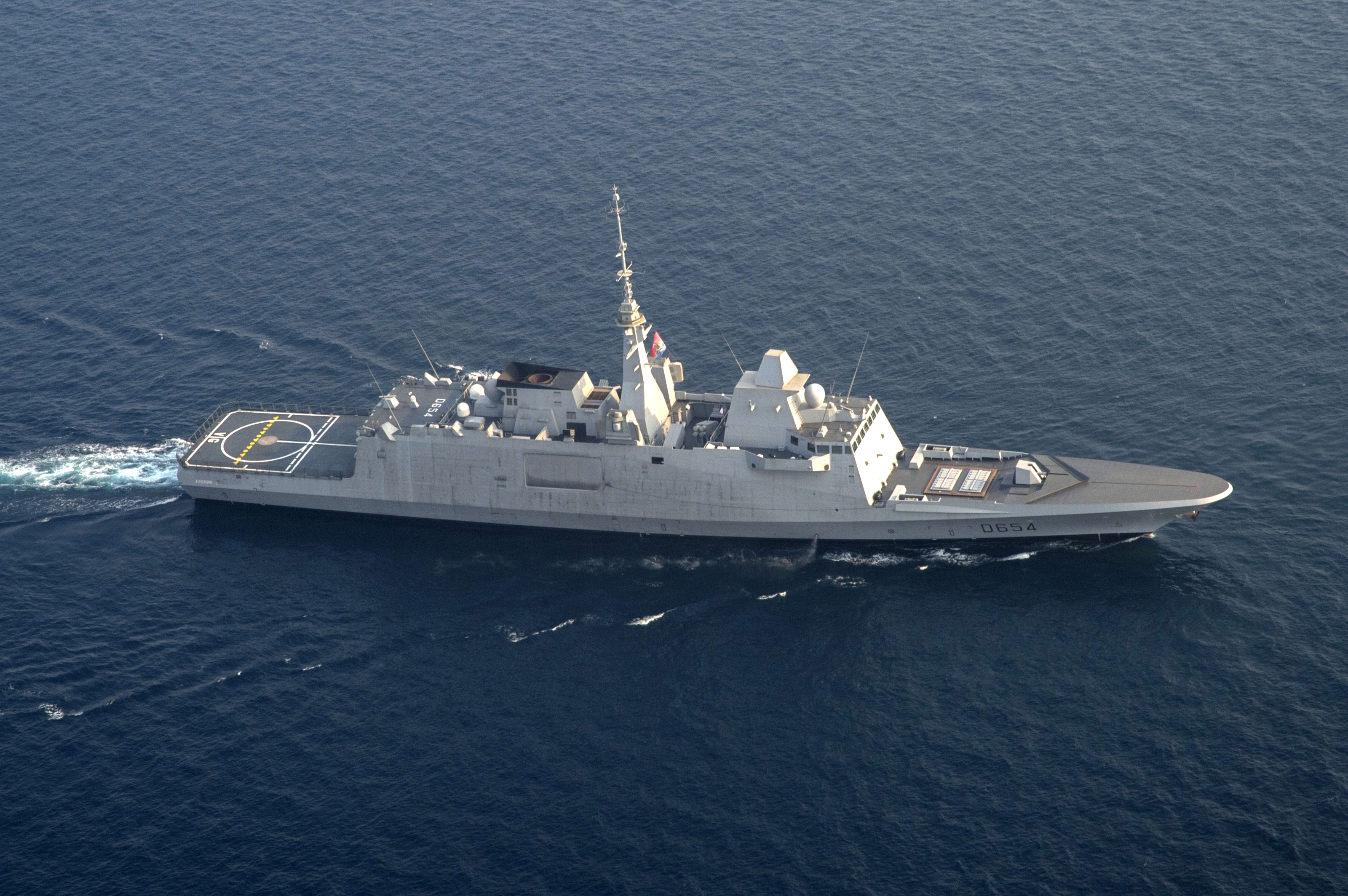
FREMM歐洲多用途巡防艦其中一型，法國海軍的阿基坦級巡防艦。

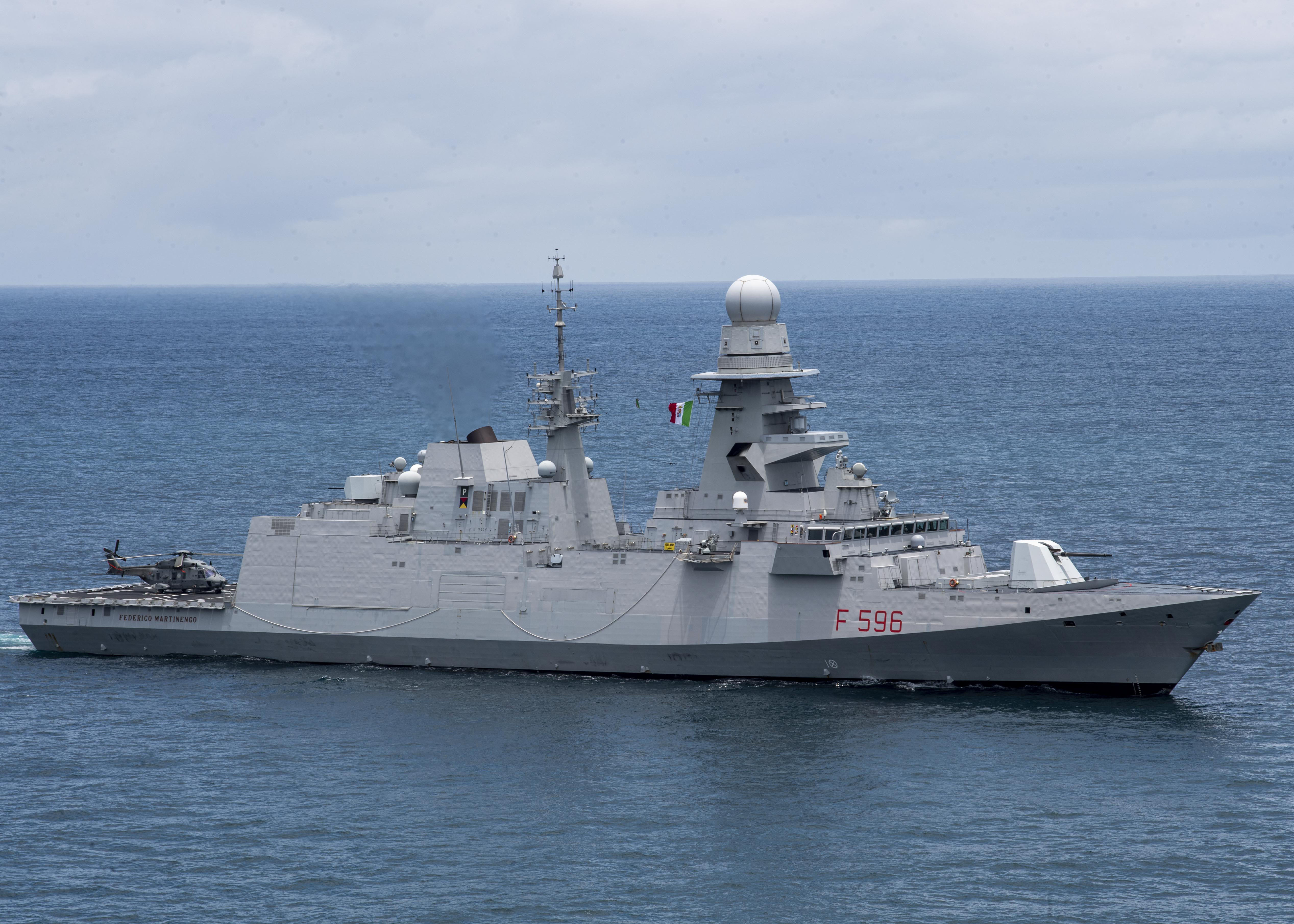
FREMM歐洲多用途巡防艦其中一型，義大利海軍的卡洛·伯伽米尼級巡防艦。

巡防舰是綠水海軍中屬於近岸戰鬥用途的最大船艦，或藍水海軍遠洋分派守衛任務的中型艦艇，海軍艦艇分類中是次於驅逐艦的級別。
在任務角色上，巡防艦最初是為船團護衛而設計，避免運輸船艦遭到潛水艇、潛艦的襲擾，因此特別強調反潛作戰能力，如今也成為一般中等國家的海軍作戰主力。雖然常見於近岸，但為對付海盜，也會航行遠洋。此外，在美國海軍以航空母艦為主的艦隊中，巡防艦也擔任艦隊最外圍的防禦工作，包括攔截來襲的威脅（多為飛行物，如飛彈、飛機、直升機、無人航空載具），以及各種救援任務。

## 名称
港台媒体及中華民國海軍將“Frigate”譯為「巡防艦」。与此同时，对于“Corvette”而言，中華民國參照《新編國軍簡明美華軍語辭典》的正式軍事譯名，將“Corvette”稱為“小型護衛艦”或“海防巡邏艦”。不過中華民國海軍近來則将“Corvette”譯稱為「輕型巡防艦」。
中國大陸媒体與中國人民解放軍海軍將“Frigate”譯為「護衛艦」，把“Corvette”譯為「輕型護衛艦」。
海峡两岸的兩種翻譯方式發生了衝突，因而被一些人所誤解混淆。
日本海上自衛隊因受二戰歷史因素限制，所有主力作戰艦艇與部分兩棲作戰艦艇一律命名為「护卫舰」，以強調其防衛性武力的定位，其中舷號「DDG」（飛彈护卫艦）、「DD」（通用护卫艦）、「DE」（護航护卫艦）等艦時常為人混淆，又通常「DE」因噸位及作戰能力關係（2020年代接替「DE」的最上級護衛艦為「FFM」）被廣泛認為與此處所指“Frigate”較為相近。
苏联海军的艦艇分級當中，凡是噸位小於驅逐艦，大於巡邏艇的所有艦艇，一律都稱為巡邏艦（Сторожевые корабли），等同涵蓋了傳統上Frigate與Corvette所屬的高低配置艦級，這是與其他國家海軍不同的地方。
法國海軍並無驅逐艦（Destroyer）此分類，而是分為一等巡防艦與二等巡防艦，前者舷號為D開頭，通常等同於驅逐艦，而二等巡防艦使用F開頭舷號，則通常此處所指“Frigate”。

## 歷史

### 风帆舰时代
巡防舰一词最原始的語源不明。可考的語源是意大利文，相當於意大利文、西班牙文、葡萄牙文中的fragata，演變成法文的，英文的。它是中世纪地中海上的一种帆桨兼用的快船galleass的别称，并成为16至17世纪出现的快速帆船的称呼。
英国海军的第一艘frigate是1645年下水的、380吨的“康斯坦·沃里克”号，它的船体模仿法国的敦刻尔克私掠船。1677年，英国海军大臣塞繆爾·皮普斯开始依据风帆舰所搭载的火炮数量划分等级，订出六个等级：
| 帆船等级 | 炮甲板层数 | 装炮数量  |
| -------- | ---------- | --------- |
| 一等舰   | 三层       | 100门以上 |
| 二等舰   | 三层       | 84-100门  |
| 三等舰   | 二层至三层 | 64-84门   |
| 四等舰   | 二层       | 50-64门   |
| 五等舰   | 单层       | 32-50门   |
| 六等舰   | 单层       | 32门以下  |

当时舰船的火炮排列在两舷，在海战中双方帆船排成单纵队，用舷侧的火炮轰击对方。从一等到四等舰就是担任这种任务的战列舰（ships of the line）。如特拉法加海战中，英国地中海舰队司令霍雷肖·納爾遜的旗舰「勝利」号就是一艘造价10万英镑的一等舰。由于造价昂贵，英国舰队中的一等舰不多，而数量最多的主力舰还是74门炮的三等舰，其造价约6万英镑。而造价2.6万英镑的四等舰主要担任英国海外巡航分舰队的旗舰。攻击力不够的五等、六等舰不能在戰列中决战，但它们轻捷快速，主要从事袭击敌方运输线，侦察监视，情报或命令的传送，护送商船和要急送等任务，被称为frigate。此时的frigate，被译为巡航舰或快速舰相对准确些。
六个等级之外更小的帆船被稱为corvette（護衛艦）或sloop-of-war（炮舰）。

#### 典型設計
典型巡防艦因其在拿破崙戰爭中的作用而聞名，其歷史可以追溯到18世紀下半葉法國的發展。1740年法國建造的美狄亞號通常被認為是第一艘典型巡防艦。典型設計是橫帆，所有主砲都安裝在一個連續的上層甲板上，下層甲板過去被稱為“火炮甲板”，現在不安裝任何武器，而是作為船員住所，位於吃水線以下。下層甲板不裝火砲可以降低船體上部的高度，從而提高適航性。

#### 重型巡防艦
1778年，英國海軍部引進了第一艘更大的「重型巡防艦」，主砲是26門或28門18磅彈長管炮，副砲安裝在尾甲板和前艙。英國製造了更大的38門、36門主砲的巡防艦，以及可以被視為“經濟版”的32門主砲設計。法國第一艘18磅彈炮巡防艦於1781年開工，18磅炮巡防艦最終成為法國大革命和拿破崙戰爭時期的標準巡防艦。
卡倫公司於1778年推出一種短炮管的鑄鐵滑膛砲，稱為短管炮。短管炮重量輕，裝填速度快，與傳統長管炮相比需要的操作人員更少，缺點是射程較短，準確度不如長管炮。英國與美國的巡防艦很快加上短管炮。法國等國後來也採用。

#### 超重型巡防艦
第一艘配備24磅彈長管炮的「超重型巡防艦」是由造船師查普曼的弗雷德里克·亨里克於1782年為瑞典海軍建造。瑞典由於缺乏戰艦，想要在緊急情況下將超重型巡防艦用在戰線上。1790年代，法國也建造了少量超重型巡防艦，例如強大號。

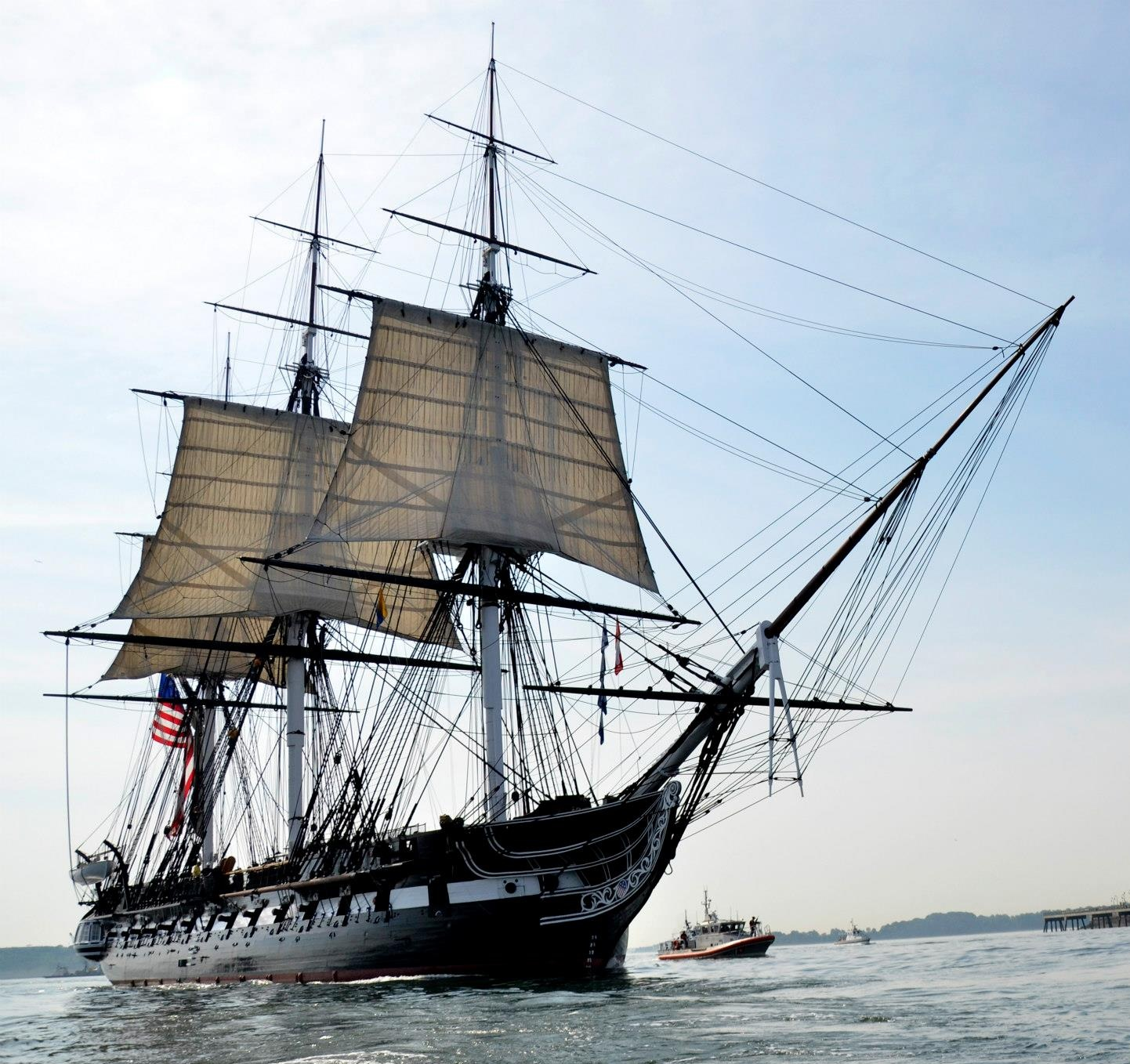
美國憲法號巡防艦

1797年，美國海軍最初的六艘主力艦中，有三艘被定級為44門炮巡防艦，在作戰時可在兩層甲板上攜帶56至60門24磅彈長管炮，加上32磅或42磅彈短管炮。這些超重型巡防艦重約1,500噸，裝備精良，經常被認為相當於戰艦。英國海軍在1812年戰爭遭受一系列損失後，下令英國巡防艦（通常最多38門炮）除非有2：1以上的數量優勢，不然不要與美國的超重型巡防艦交戰。

### 蒸汽舰时代

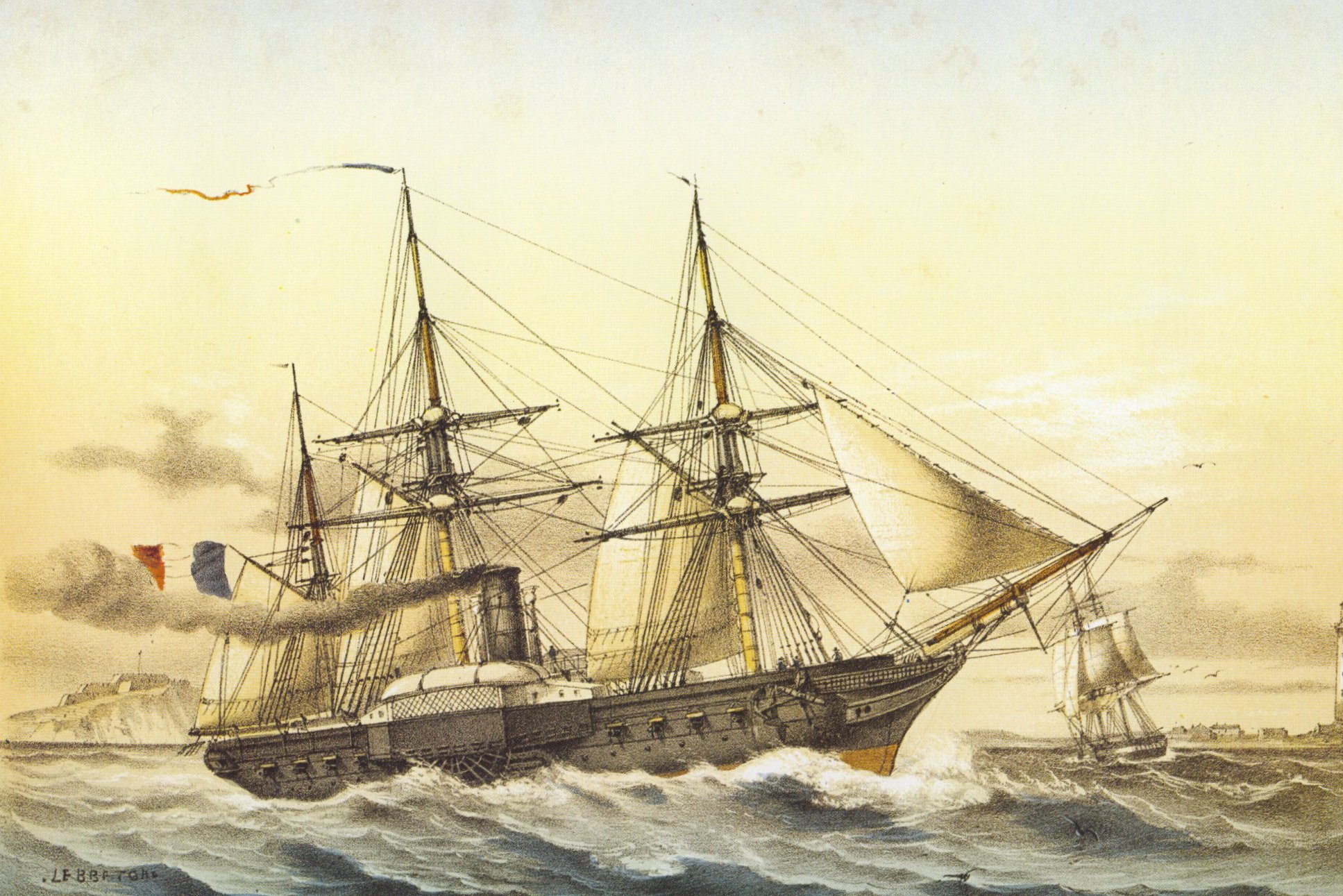
法国明轮巡防舰

19世纪采取了蒸汽机动力的舰船，最初是19世纪三十年代的明轮船在甲板上布置火炮，称为“明轮巡防舰”（paddle frigates）。19世纪四十年代中期开始，出现了使用螺旋桨的蒸汽巡防舰。
1859年出现了装甲防护的巡防舰，此时“装甲巡防舰”（armoured frigate）是指帆船时代设计布局，单层炮甲板的铁甲舰。
1875年，“frigate”这词逐渐淡出使用。

### 第二次世界大战
二次世界大戰時，由於德國企圖用大量的潛水艇來封鎖英國的海上補給線，使其無法獲得美國的軍用物資接濟，而英國則是要盡可能突破此一封鎖，當時德國潛艇時常襲擊往來於英美間的船隻，任何的軍艦、民船一律擊沉，以此來斷絕英國可能的海上外援，然英國也為了保護運送軍用物資的船隻而派出隨行的驅逐艦，護航的英國驅逐艦一旦發現德國潛艇便會展開攻擊，或至少驅趕潛艇，避免運送物資的船團受襲，以順利將物資運抵。
但是英國並沒有夠多的驅逐艦來護衛大量的運輸船團，且驅逐艦的武裝火力強大，用來對付潛艇似乎也大材小用，所以英國決定開發一種各項規格設計都較驅逐艦簡易的軍艦，且能專精於對付潛艇及船團護衛任務，此即是巡防艦的由來。戰時英國建造了151艘河級巡防艦，26艘灣級巡防艦。
美國海軍把此種功能的艦艇稱為護航驅逐艦（destroyer escort，艦船類別代號DE）。
大日本帝國海軍則是以哨戒艇或海防艦擔任此種任務，有些人把松型驅逐艦歸類為巡防艦，不算完全正確。

### 冷战与现代
1975年，為了和北約各國溝通方便，美国海军也改分級為巡防艦（frigate, 艦船類別代號FF）。

## 噸位
一般而言現代化的巡防艦，其標準排水量多在1,600噸以上，以下多為飛彈艇和護衛艦，現代化的巡防艦主流多在3,000噸以上，5,000噸以下，5,000噸以上則多為驅逐艦。不過這並沒有具體明確的界定，也有許多現代化的驅逐艦噸位在4,000噸的量級，此外第二次世界大戰期間有許多驅逐艦僅有2,000多噸。阿根廷海軍的布朗海軍上將級噸位僅3,600噸左右，但阿根廷海軍歸類為驅逐艦，類似的還有巴基斯坦海軍的塔里克級驅逐艦；冷戰時期英國皇家海軍的22型巡防艦噸位已與皇家海軍同期的42型驅逐艦相當；二十一世紀歐洲各國的新世代防空巡防艦，其噸位與火力均可達驅逐艦的範疇，如同平台建造的阿爾瓦羅·巴贊級巡防艦和霍巴特級驅逐艦、加拿大水面作戰艦和26型巡防艦，英國26型巡防艦排水量已經達到8,000噸，超過了現役的45型驅逐艦；俄羅斯海軍的薩波什尼科夫元帅号驅逐艦改裝後也被稱為巡防艦；德國海軍未來的F126型巡防艦，排水量已達萬噸。

## 現代巡防艦列表

### 二戰後─冷戰時期
歐洲
- 比利时： 
  - 威林根級巡防艦（英语：Wielingen-class frigate）
- 法國：
  - 李維埃艦長級巡防艦（英语：Commandant Rivière-class frigate）
  - 代斯汀多夫級巡防艦（英语：D'Estienne d'Orves-class aviso）
  - 花月级巡防舰
- 德国：
  - 科隆级巡防舰（英语：Köln-class frigate）
  - 不莱梅级巡防舰（英语：Bremen-class frigate）
  - 布蘭登堡級巡防艦
- 希腊：
  - 海德拉级巡防舰
  - 埃利级巡防舰
- 義大利：
  - 卡洛·伯伽米尼級巡防艦 (1961年)（英语：Bergamini-class frigate）
  - 山地步兵级巡防舰（英语：Alpino-class frigate）
  - 狼级巡防舰
  - 西北风级巡防舰
- 羅馬尼亞： 
  - 馬拉瑟提級巡防艦（英语：Romanian frigate Mărășești）
- 荷蘭：
  - 泛·斯佩克级巡防舰（英语：Van Speijk-class frigate）
  - 寇腾納爾級巡防艦
  - 卡爾·多爾曼級巡防艦（英语：Karel Doorman-class frigate）
  - 特朗普級巡防艦
- 挪威：
  - 奥斯陆级巡防舰（英语：Oslo-class frigate）
- 葡萄牙：
  - Admiral Pereira da Silva-级巡防舰（英语：Admiral Pereira da Silva-class frigate）
  - 比罗级巡防舰（英语：João Belo-class frigate）
  - 瓦斯科·達伽馬級巡防艦
- 西班牙：
  - 巴利亞里级巡防舰
  - 聖塔瑪麗亞級巡防艦
- 英国：
  - 15型护卫舰（英语：Type 15 frigate）
  - 16型护卫舰（英语：Type 16 frigate）
  - 布莱克·伍德级巡防舰（英语：Blackwood-class frigate）
  - 懷特白級巡防艦（英语：Whitby-class frigate）
  - 羅賽級巡防艦（英语：Rothesay-class frigate）
  - 薩斯布里級巡防艦（英语：Salisbury-class frigate）
  - 部族級巡防艦（英语：Tribal-class frigate）
  - 獵豹級巡防艦（英语：Leopard-class frigate）
  - 李安達級巡防艦（英语：Leander-class frigate）
  - 亚马逊级巡防舰
  - 阔劍级巡防舰
  - 公爵级巡防舰

亞洲
- ：
  - 奧斯曼級巡防艦（英语：BNS Osman）
- 中華民國：
  - 安字级巡防舰
  - 太字號驅逐艦
  - 山字级巡防舰
  - 成功級巡防艦
  - 濟陽級巡防艦
  - 康定級巡防艦
- 中华人民共和国: 
  - 053H型导弹护卫舰
  - 053H1型导弹护卫舰
  - 053H1Q型导弹护卫舰
  - 053H2型导弹护卫舰
  - 053H2G型导弹护卫舰
  - 053H1G型导弹护卫舰
  - 053H3型导弹护卫舰
- 印度：
  - 布拉哈布查级巡防舰（英语：Brahmaputra-class frigate）
  - 纳札里级巡防舰
  - 戈达瓦里级巡防舰（英语：Godavari-class frigate）
  - 布拉马普特拉级巡防舰（英语：Brahmaputra-class frigate）
- 印度尼西亞：
  - 艾哈邁德·雅尼級巡防艦（英语：Ahmad Yani-class frigate）
- 伊朗：
  - 阿凡德级巡防舰（英语：Alvand-class frigate）
  - 穆奇级巡防舰
- 大韓民國：
  - 蔚山級巡防艦
- 朝鮮民主主義人民共和國：
  - 罗津级巡防舰（英语：Najin-class frigate）
- 马来西亚：
  - Loch级巡防舰（英语：Loch-class frigate）
  - 拉马特级巡防舰（英语：KD Rahmat）
  - 琉球级巡防舰
- 緬甸：
  - 昂澤雅級巡防艦（英语：Aung Zeya-class frigate）
- 巴基斯坦：
  - 佐勒菲卡爾級巡防艦
- 菲律賓：
  - 安德烈·滂尼發秀級巡防艦（英语：Andrés Bonifacio-class frigate）
  - 葛雷戈里奧·德爾·皮拉爾級巡防艦
- 沙烏地阿拉伯：
  - 麥地納級巡防艦（英语：Al Madinah-class frigate）
- 泰國： 
  - 馬庫·拉雅庫馬級巡防艦（英语：HTMS Makut Rajakumarn）
  - 帕佛陀約華朱拉洛級巡防艦（英语：Phutthayotfa Chulalok-class frigate）
  - 昭披耶級巡防艦
- 土耳其：
  - 亚维兹级巡防舰（英语：Yavuz-class frigate）
  - 巴巴洛斯级巡防舰
  - 加濟安泰普級巡防艦
  - 島級巡防艦
- 俄羅斯： 
  - 科拉級護衛艦（英语：Kola-class frigate）
  - 里加级护卫舰
  - 别佳级护卫舰
  - 米尔卡级护卫舰
  - 科尼级护卫舰
  - 克里瓦克级护卫舰
  - 不惧级护卫舰

非洲
- 利比亞：
  - 达特·萨瓦里级巡防舰
- 摩洛哥： 
  - 花月級巡防艦
- 奈及利亞：
  - 阿拉度级巡防舰（英语：Nigerian frigate Aradu）

美洲
- 加拿大：
  - 哈利法克斯级巡防舰
- 美国：
  - 布朗斯坦級巡防艦
  - 賈西亞級巡防艦
  - 布魯克級巡防艦
  - 諾克斯級巡防艦
  - 派里級巡防艦
- 阿根廷：
  - 布朗海军上将级巡防舰（阿根廷歸類為驅逐艦）
- 巴西：
  - 尼泰罗伊级巡防舰
- 哥伦比亚：
  - 帕迪拉海軍上將級巡防艦
- 智利：
  - 康德爾級巡防艦（英语：Condell-class frigate）
  - 希姆斯科级巡防舰（英语：Jacob van Heemskerck-class frigate）
- :
  - 康德爾級巡防艦（英语：Condell-class frigate）（與智利海軍同型）
- 墨西哥: 
  - 阿連德級巡防艦（英语：Allende-class frigate）

大洋洲
- ： 
  - 阿德萊德級巡防艦
  - 安扎克级巡防舰
- 新西兰：
  - 安扎克级巡防舰

### 匿蹤巡防艦
歐洲
- 比利时
  - 反潛作戰巡防艦
- 丹麦：
  - 阿布薩隆級巡防艦
  - 伊萬·休特菲爾德級巡防艦
- 法國： 
  - 拉法葉級巡防艦
  - 羅納克海軍上將級巡防艦
  - 阿基坦級巡防艦（與義大利聯合研製，法國版歐洲多用途巡防艦）
- 德国： 
  - 薩克森級巡防艦
  - 巴登-符騰堡級巡防艦
  - F126型巡防艦（英语：F126 frigate）
  - FuAD（英语：Future Air Defender）
- 希腊：
  - 客蒙級巡防艦（英语：Kimon-class frigate）
- 義大利： 
  - 保羅·迪雷韋爾級巡防艦
  - 卡洛·伯伽米尼級巡防艦（與法國聯合研製，義大利版歐洲多用途巡防艦）
- 荷蘭：
  - 七省級巡防艦
  - 反潛作戰巡防艦
  - FuAD（英语：Future Air Defender）
- 挪威：
  - 南森級巡防艦
- 俄羅斯： 
  - 獵豹級護衛艦
  - 格里戈洛维奇海军上将级巡防舰
  - 戈尔什科夫海軍元帥級巡防艦
- 西班牙：
  - 阿爾瓦羅·巴贊級巡防艦
  - 波尼法斯級巡防艦
- 英国： 
  - 26型巡防艦
  - 31型巡防艦

亞洲
- 中国： 
  - 054型导弹护卫舰
  - 054A型导弹护卫舰
  - 054B型导弹护卫舰
- ：
  - 班加班德胡級巡防艦
- 印度尼西亞：
  - 拉登·艾迪·瑪爾塔迪納塔級巡防艦
- 印度： 
  - 塔尔瓦级巡防舰
  - 什瓦利克级巡防舰
  - 尼爾吉里級巡防艦
- 日本： 
  - 最上級護衛艦
  - 新型FFM
- ： 
  - 仁川級巡防艦
  - 大邱級巡防艦
  - 忠南級巡防艦
  - FFX-4型巡防艦
- ：
  - 西湖级巡防舰（英语：Soho-class frigate）
- 马来西亚：
  - 馬哈拉惹里拉級巡防艦
- 緬甸：
  - 江喜陀级巡防舰
- 巴基斯坦
  - 圖赫里勒級護衛艦
  - 真納級巡防艦
- 菲律賓：
  - 何塞·黎剎級巡防艦
- 沙烏地阿拉伯：
  - 利雅德級巡防艦
- 新加坡： 
  - 可畏级巡防舰
- 泰國：
  - 蒲美蓬·阿杜德級巡防艦
- 土耳其：
  - 伊斯坦堡級巡防艦
  - 島級巡防艦
- 中華民國： 
  - 康定級巡防艦
  - 新一代巡防艦
  - 輕型巡防艦

非洲
- 阿尔及利亚:
  - 震懾級巡防艦
- 埃及：
  - 阿齊茲級巡防艦
  - 埃及萬歲號巡防艦（英语：ENS Tahya Misr）（阿基坦級巡防艦）
  - 貝爾尼斯號巡防艦（英语：ENS Bernees）、加拉拉號巡防艦（英语：ENS Al-Galala）（卡洛·伯伽米尼級巡防艦）
- 摩洛哥：
  - 穆罕默德六世號巡防艦（英语：Moroccan frigate Mohammed VI）（阿基坦級巡防艦）
- 南非： 
  - 勇敢級巡防艦

美洲
- 巴西： 
  - 塔曼達級巡防艦
- 美国： 
  - 星座級巡防艦

大洋洲：
- ： 
  - 亨特級巡防艦